# Maha Haj
Maha Haj (arabe : مها حاج), née en 1970 à Nazareth (district nord), est une réalisatrice et scénariste arabo-israélienne qui se définit comme palestinienne.

## Biographie
Mana Hag a fait ses études à l'école chrétienne baptiste de Nazareth, bien que ses deux parents aient été des militants communistes. Sous l'influence de son père, elle a commencé à étudier la pharmacie, mais après une année, elle s'est tournée vers la littérature et a obtenu une licence en littérature anglaise et arabe à l'université hébraïque de Jérusalem et une maîtrise en langue et littérature à l'université de Haïfa. Elle a commencé à travailler comme enseignante, mais s'intéressait davantage à son art et à l'écriture, qu'elle pratiquait pendant son temps libre.
Elle commence sa carrière cinématographique en travaillant comme décoratrice, scénariste et directrice artistique sur des films tels que Le Temps qu'il reste (2009) d'Elia Suleiman, L'Attentat (2012) de Ziad Doueiri, puis Arabani (2014) d'Adi Adouan (he) et Le Cours étrange des choses (2014) de Raphaël Nadjari.
En 2009, elle écrit et réalise le court métrage Burtuqal, qui est plébiscité par la critique et présenté dans de nombreux festivals internationaux.
Elle obtient une reconnaissance internationale en 2016 avec son film Personal Affairs, présenté en première internationale au Festival de Cannes, dans la section Un certain regard, puis lors de l'édition 2017 de Ciné-Palestine Toulouse Occitanie. Elle a écrit et réalisé le film, qui a remporté le prix du meilleur long métrage au Festival international du film de Haïfa. Dans leur décision, les juges ont écrit : « Il s'agit d'une création entièrement tournée vers l'amour de l'humanité, fluide et drôle, captivante et bienveillante, une mosaïque humaine contemporaine, à la fois locale et universelle ».
Haj a décrit les difficultés, tant logistiques qu'émotionnelles, qu'elle a rencontrées pour obtenir un financement public par le Fonds israélien du film (IFF) pour son film Personal Affairs. À l'époque, la ministre israélienne de la culture, Limor Livnat, a établi des règles qui exigent que tout projet recevant des fonds publics soit présenté comme un long métrage strictement israélien, et non comme un film palestino-israélien ou palestinien, ce qui pose des problèmes aux cinéastes comme Haj qui souhaitent mettre en avant leur identité palestinienne et/ou leur double identité. Finalement, l'IFF a soutenu le projet après que Haj et son producteur ont accepté les conditions de sortie du film en tant que long métrage israélien.
En 2022, la comédie noire palestinienne Fièvre méditerranéenne, qu'elle a écrit et réalisé, a été présenté en première au Festival de Cannes 2022 dans la section Un certain regard, et a remporté le prix du meilleur scénario. La réalisatrice déclare à propos de son film « J’ai l’impression qu’il nous représente, nous les Palestiniens, et même s’il traite de la dépression, il n’était pas lourd à regarder pour moi... mais vers la fin du film, j’ai eu l’impression qu’il était un peu lent. [...] Je suis une personne mélancolique avec un sens de l’humour quelque peu sarcastique [...] je connais très bien les symptômes de la dépression, bien qu’avec Walid, je sois allé à l’extrême, ce n’est pas ce que j’avais ». La cinéaste a dédié son film à la journaliste Shireen Abu Akleh : « Quand elle a été assassinée, c’était deux semaines avant la projection au Festival de Cannes 2022, donc la blessure était encore très fraîche dans nos cœurs, j’étais enragée ».

## Filmographie

### Réalisatrice et scénariste
- 2009 : Burtuqal – court métrage
- 2014 : Inyanim ishiayim – court métrage
- 2016 : Personal Affairs (עניינים אישיים, Omor Shakhsiya)
- 2022 : Fièvre méditerranéenne (حمى البحر المتوسط, Ḥummā al-Baḥr al-Mutawassiṭ)